# Benvenuti a tavola - Nord vs Sud
Benvenuti a tavola - Nord vs Sud  è una serie televisiva italiana in onda dal 12 aprile 2012 al 4 giugno 2013 su Canale 5.

## Trama

### Prima stagione
La fiction ha come protagoniste due famiglie di ristoratori. Entrambe si trovano a dover aprire il proprio ristorante uno di fronte all'altro, in una via del centro di Milano. La famiglia Conforti (Carlo, Elisabetta, Federico e Leone), lombarda, gestisce un locale sofisticato, per gente ricca. Anche Renato, migliore amico di Carlo, lavora a Il Meneghino, che in seguito assume la giovane argentina Pilar Rodriguez come cameriera.
La famiglia Perrone (Paolo, Anna, Alessia, Giovanna, Filippo e Cecio) proveniente da Pollica, nel Cilento, apre invece un ristorante tradizionale, semplice, che cucina solo cibo biologico, assumendo la sicula Lucia come lavapiatti.
A causa di un "disastro" di Cecio, Carlo e Paolo iniziano a provare un odio profondo l'uno nei confronti dell'altro, mentre le mogli Elisabetta e Anna diventano presto amiche. La situazione diventa ancor più complicata quando il figlio dei Conforti e la figlia dei Perrone s'innamorano.

### Seconda stagione
La data della messa in onda è l'11 aprile 2013. Al cast si aggiungono Fabio Troiano nei panni di Emilio, un cugino di Paolo, aspirante attore, e Vanessa Incontrada, alias Irene, una spagnola che andrà a lavorare per i Perrone. Inoltre, tra lei e il personaggio di Emilio ci sarà una relazione. Tra Paolo (Giorgio Tirabassi) e Carlo (Fabrizio Bentivoglio) torna l'astio. Alla fine Leone, maggior azionista del Meneghino e suocero di Carlo, propone a Paolo la vendita delle sue azioni.

## Episodi
| Stagione         | Episodi | Prima TV |
| ---------------- | ------- | -------- |
| Prima stagione   | 16      | 2012     |
| Seconda stagione | 18      | 2013     |

## Personaggi e interpreti

### Personaggi principali
- Paolo Perrone (stagioni 1-2), interpretato da Giorgio Tirabassi.
È un cuoco che si trasferisce dal sud Italia (Pollica) al nord (a Milano) con la famiglia per aprire un ristorante. Deciso e tenace, sa farsi sentire quando qualcuno trama contro di lui, come Carlo, suo nemico. È convinto che la buona cucina sia fatta di antichi sapori e prodotti genuini.
- Anna Caciotti (stagioni 1-2), interpretata da Lorenza Indovina.
Consorte di Paolo, è una donna ottimista e diretta. Ha deciso di seguire il marito a Milano affinché questi realizzasse il suo sogno. Sanguigna e gelosa del marito, in entrambe le serie avrà altre donne che girano attorno al marito smuovendone l'animo investigativo. Ha tre figli: Alessia, Giovanna e Filippo.
- Carlo Conforti (stagioni 1-2), interpretato da Fabrizio Bentivoglio.
È lo chef del Meneghino, ristorante di proprietà di Leone Borzacchini, padre di sua moglie Elisabetta. Ha un pessimo rapporto con il suocero, persona molto autoritaria. Aveva intenzione di acquistare il ristorante Bertolazzi che, invece, acquista Paolo. Furioso, farà di tutto per sabotare l'attività del collega.
- Elisabetta Borzacchini (stagioni 1-2), interpretata da Debora Villa.
Moglie di Carlo, è una donna della Milano benestante; gestisce Il Meneghino con il marito, Carlo. Cerca in tutti i modi di far andar d'accordo suo padre e il suo consorte. Ha un figlio, Federico.
- Renato (stagioni 1-2), interpretato da Antonio Catania.
Molto amico di Carlo e suo assistente al Meneghino. Renato è single, non ama le relazioni stabili. È interessato a Lucia, la lavapiatti del ristorante di Perrone; dopo la partenza improvvisa di quest'ultima per la Spagna, cerca di corteggiare Irene, ma senza successo.
- Vincenzo Caciotti, detto Cecio (stagione 1), interpretato da Marco D'Amore.
Ex cameriere del ristorante di Carlo e cugino di Anna, fa credere a Conforti che potrà avere, tutto suo, il ristorante Bertolazzi dirimpetto al Meneghino, ma poi favorisce l'acquisizione del locale da parte dei Perrone. Si innamora di Pilar, madre di Juanito e cameriera del Meneghino, che sposa felicemente.
- Lucia (stagione 1), interpretata da Teresa Mannino.
È la lavapiatti Al Terrone, ha sempre la battuta pronta e tormenta Paolo perché le insegni a cucinare. A Milano si trova bene, e fa colpo su Renato. All'inizio della seconda stagione parte per la Spagna misteriosamente senza dire niente a Renato e lascia il suo posto a sua cugina Irene.
- Pilar Rodriguez (stagione 1), interpretata da Liz Solari.
È la cameriera del Meneghino. È una donna forte che cresce sola suo figlio Juanito. Crede che Cecio sia omosessuale poiché Renato, a scopo vendicativo, le aveva riferito tale notizia.
- Federico Conforti (stagioni 1-2), interpretato da Andrea Miglio Risi (stagione 1) e Francesco Sferrazza Papa (stagione 2).
È il figlio di Carlo ed Elisabetta. Ha una cotta per la primogenita dei Perrone della quale all'inizio, a causa delle sue origini meridionali, se ne vergogna con i suoi amici. Si fidanza con Alessia a dispetto di tutto e tutti, ma si lasciano nella seconda stagione.
- Alessia Perrone (stagioni 1-2), interpretata da Alessia Mancarella.
Figlia maggiore della famiglia Perrone, è innamorata di Federico, figlio dei Conforti, anche se inizialmente nega a se stessa tale sentimento. In seguito, lei e Federico si lasciano quando lui parte. Durante i suoi studi di cucina a Montpellier, Alessia conosce Salim, un ragazzo indiano, con il quale in seguito convola a nozze.
- Giovanna Perrone (stagioni 1-2), interpretata da Elena Starace.
È la seconda figlia dei Perrone. Non gradisce il trasferimento nel capoluogo lombardo a causa del fatto che non voleva lasciare i propri amici. Soffre molto il trasferimento a Milano e non si riesce ad integrare a scuola, dove è presa in giro da alcuni compagni di classe. Nella seconda serie inizia a vivere le prime paturnie amorose e perde un po' il suo animo di maschiaccio.
- Filippo Perrone (stagioni 1-2), interpretato da Achille Sabatino.
È il figlio minore dei Perrone. Molto bravo a giocare a calcio nella prima stagione, grazie a Carlo riesce ad entrare nelle giovanili del suo adorato Milan, nonostante Conforti tifi Inter.
- Leone Borzacchini (stagioni 1-2), interpretato da Umberto Orsini.
È il papà di Elisabetta e suocero di Carlo; per tutta la serie è un uomo imponente e ambizioso, mentre nel finale affida il timone del Meneghino al genero.
- Emilio Perrone (stagione 2), interpretato da Fabio Troiano
È il cugino di Paolo. Aspirante attore, che non becca un provino. Lavora come confusionario cameriere al Terrone e ci prova con Maddalena, cameriera del Meneghino, ma poi si fidanza con Irene, scoprendo in seguito che una sua ex è incinta di lui.
- Irene (stagione 2), interpretata da Vanessa Incontrada
Cugina di Lucia, ne prende il posto al Terrone quando quest'ultima partirà per la Spagna. Si presenta con un pregiato pata negra, prosciutto prelibato della sua terra, come "dote". Un anonimo messaggero la rende pericolosa agli occhi di Anna.

### Personaggi secondari
- Sonia (stagione 1), interpretata da Paola Pessot.
È la migliore amica di Pilar.
- Matteo (stagione 1), interpretato da Paolo Cartago.
Migliore amico di Federico. È innamorato di Viola.
- Maddalena detta Maddy (stagione 2), interpretata da Marianna Di Martino.
- Ivan (stagione 2), interpretato da Federico Costantini.
Ragazzo di Giovanna.
- Cinzia (stagione 2), interpretata da Eleonora Bolla
Amica emo di Giovanna.
- Salim (stagione 2), interpretato da Angel Tom Karumathy
È un giovane apprendista cuoco. Conosce Alessia mentre lei frequenta la scuola di cucina a Montpellier, si fidanzano, insieme tornano a Milano e si sposeranno ad Istanbul.

## Produzione
La prima stagione è stata trasmessa a partire dal 12 aprile 2012 al 31 maggio 2012 per un totale di 8 serate. Le riprese sono iniziate il 27 giugno 2011 e sono durate 3 mesi circa. Canale 5 ha riproposto in replica il primo dei due episodi per serata la domenica dopo la messa in onda.
Il 3 settembre 2012 sono iniziate le riprese della seconda stagione. Tra i nuovi personaggi ci sono Vanessa Incontrada e Fabio Troiano. Tra i tanti prodotti tipici dell'Italia presenti, un occhio di riguardo è stato riservato al Parmigiano Reggiano, fiore all'occhiello dell'Emilia-Romagna, regione duramente colpita dal terremoto del 20 maggio 2012 e dalle migliaia di altre scosse nelle settimane seguenti.
La serie televisiva è prodotta da Taodue e Wildside per Mediaset. Il regista della prima serie è Francesco Miccichè, della seconda Lucio Pellegrini.
Se nella prima stagione le riprese erano girate a Milano, Roma e Pollica, nella seconda stagione si è girato anche in India. La seconda stagione è stata confermata ad inizio giugno 2012. Presenti nel cast tutti i protagonisti, mentre non hanno partecipato i personaggi interpretati da Marco D'Amore e Liz Solari. Vanessa Incontrada e Fabio Troiano sono state le principali new-entry, invece, il personaggio di Federico ha cambiato volto. Nella prima stagione era interpretato da Andrea Miglio Risi, nella seconda da Francesco Sferrazza Papa.
Dopo il terremoto in Emilia-Romagna, parte della sceneggiatura della seconda serie è stata riscritta per dare maggior rilievo al Parmigiano-Reggiano.
La serie è stata cancellata dopo la seconda stagione a causa dei bassi ascolti.
Abbinato alla serie TV esiste il libro Benvenuti a tavola con ricette, informazioni e curiosità sulle festività italiane. È scritto dall'ideatore della serie Pietro Valsecchi e dal critico enogastronomico Andrea Grignaffini, edito da Fivestore. Il libro è stato ristampato anche per la seconda stagione della fiction.